# Darren Edwards
Darren Edwards (ur. 25 grudnia 1980) − walijski bokser, brązowy medalista igrzysk Wspólnoty Narodów (2006).

## Kariera amatorska
W marcu 2006 był uczestnikiem igrzysk Wspólnoty Narodów w Melbourne. Rywalizację rozpoczął od 1/8 finału pokonując na punkty (33:22) reprezentanta Botswany Thato Batshegi. W ćwierćfinale pokonał na punkty (36:14) Malezyjczyka Eddeya Kalai, awansując do półfinału. W półfinale przegrał na punkty (15:29) z Anglikiem Stephenem Smithem.

### Mniej znaczące osiągnięcia
2002: 1. miejsce w Pucharze Kopenhagi (kategoria piórkowa).
2002: 1. miejsce w Pucharze Norwegii (kategoria kogucia).
2005: 1. miejsce w brytyjskim turnieju czterech Narodów (kategoria piórkowa).
1999/2003/2010: Mistrzostwo Walii (kategoria musza, piórkowa i lekka).